# Чепчугово (Смоленская область)
Чепчугово — село в Вяземском районе Смоленской области России. Входит в состав Андрейковского сельского поселения. Население — 42 жителя (2016 год). 
Расположена в восточной части области в 10 км к западу от Вязьмы, в 0,5 км севернее автодороги М1 «Беларусь», на берегу реки Новоселка. В 4 км южнее деревни расположена железнодорожная станция Ждановка на линии Москва — Минск.

## История
В годы Великой Отечественной войны деревня была оккупирована гитлеровскими войсками в октябре 1941 года, освобождена в марте 1943 года.